# Những tên cướp biển của thế kỷ XX
Những tên cướp biển của thế kỷ XX (tiếng Nga: Пираты XX века) là một phim hành động của đạo diễn Boris Durov, ra mắt lần đầu năm 1980. Nhiều nhà phê bình đã gọi đây là bộ phim hành động đầu tiên của Liên Xô. Đây là bộ phim ăn khách thứ nhất tính theo số lượt khán giả của từng năm ở Liên Xô, với 87,6 triệu lượt (1980), tiếp theo sau là Moskva không tin vào những giọt nước mắt với 84,4 triệu người xem (năm 1980), phim Cánh tay kim cương với 76,7 triệu lượt (1969), Nữ tù binh Kavkaz, hay những cuộc phiêu lưu mới của Shurik với 76, 54 triệu lượt (1967), Đám cưới ở Malinovka (74,6 triệu năm 1967), phim Air Crew 71,1 triệu (năm 1980), phim Kế hoạch «Y» và những cuộc phiêu lưu khác của Shurik với 69,6 triệu lượt (1965), Thanh kiếm và khiên 68,3 triệu lượt - series 1 (1968),...